# Out of This World
För videospelet som gavs ut under titeln "Out of This World" i USA, se Another World.
Out of This World är ett musikalbum utgivet av Europe den 9 augusti 1988. Den största hiten från albumet blev "Superstitious". På Out of This World bjuder Europe på mer melodiska och hårdare låtar än på föregångaren The Final Countdown, speciellt "Sign of the Times", "Ready or Not", Let the Good Times Rock och en helt nyinspelad version av "Open Your Heart". Gitarristen Kee Marcello har vid detta tillfälle ersatt John Norum
Out of This World har idag sålt ca 3 miljoner exemplar. 1 miljon av dessa var enbart i USA. Siffrorna var en stor besvikelse för bandet med tanke på The Final Countdowns 6 miljoner sålda ex. En stor faktor som bidrog till detta var att bandets dåvarande manager Thomas Erdtman inte ville att bandet skulle turnera i USA tillsammans med Def Leppard. Erdtman delade nämligen på sina inkomster i staterna med en annan manager vid namn Herbie Herbert, som hade bland annat Journey som klienter. Erdtman ville inte att bandet skulle stanna längre än nödvändigt i USA och drog sig då ur en stor arenaturné som var planerad mot bandmedlemmarnas vilja, där Europe skulle agera "Special Guest" som de tidigare gjort. När bandet sedan lämnade USA efter sommaren 1988 dog också försäljningen totalt, som då hade börjat så bra.
Bandmedlemmarna har också uttryck missnöje över produktionen som anses vara alldeles för "slick". Demoversionen till Out of This World har beskrivits som betydligt mer "hårdrock".

## Låtlista
Sida ett
1. "Superstitious" (Joey Tempest) - 4:35
2. "Let the Good Times Rock" (Joey Tempest) - 4:04
3. "Open Your Heart" (Joey Tempest) - 4:05
4. "More Than Meets the Eye" (Kee Marcello/Mic Michaeli/Joey Tempest) - 3:20
5. "Coast to Coast" (Kee Marcello/Mic Michaeli/Joey Tempest) - 4:00
6. "Ready or Not" (Joey Tempest) - 4:05

Sida två
1. "Sign of the Times" (Joey Tempest) - 4:15
2. "Just the Beginning" (Kee Marcello/Joey Tempest) - 4:32
3. "Never Say Die" (Joey Tempest) - 4:00
4. "Lights and Shadows" (Joey Tempest) - 4:03
5. "Tower's Callin'" (Joey Tempest) - 3:48
6. "Tomorrow" (Joey Tempest) - 3:05

## Listplaceringar
| Lista (1988-1989) | Topplacering |
| ----------------- | ------------ |
| Sverige           | 1            |
| Norge             | 1            |
| Ungern            | 1            |
| Bulgarien         | 1            |
| Schweiz           | 3            |
| Finland           | 5            |
| Italien           | 8            |
| Nederländerna     | 5            |
| Tyskland          | 10           |
| England           | 12           |
| Spanien           | 14           |
| Österrike         | 16           |
| USA               | 19           |
| Australien        | 28           |
| Kanada            | 30           |

## Singlar
- "Superstitious"
- "Open Your Heart"
- "Let the Good Times Rock"
- "More Than Meets the Eye" - bara släppt i Japan, Spanien, och Frankrike
- "Tomorrow" - bara släppt i Brasilien
- "Sign of the Times" - bara släppt i Argentina

## Musiker
- Joey Tempest - sång, piano på låten Tomorrow
- Kee Marcello - gitarr
- John Levén - bas
- Mic Michaeli - klaviatur
- Ian Haugland - trummor

## Världsturné
Europe påbörjade under sommaren 88 "Out of This World Tour 88-89" i USA som "Special Guest" till Def Leppard. Turnén innehöll 26 spelningar på 2 månader. Bandet såg detta som perfekt promotion innan man skulle bege sig ut i Europa, för att sedan återvända till staterna. Grabbarna fick ca 1 timme på scen och fick extremt bra kritik ifrån press som fans som ville se mer av bandet. Managern tackade dock nej till erbjudandet om fortsatt turné med Def Leppard i USA.
Efter USA turnén var det dags för en mindre Asienturné. Fem spelningar genomfördes under december på de största arenorna och en live video till Let the Good Times Rock spelades in under deras vistelse i Japan. Det var det perfekta genrepet till en gigantisk Europaturné som komma skall.
Europaturnén med en produktion som idag klassas som en av de absolut bästa och största under 80-talet. I Europa, mellan den 10 januari till den 5 april hade bandet totalt hela 55 stora arena spelningar. Europe spelade på de största arenorna och sålde slut nästan överallt, förutom i Tyskland där det var trögare. I Göteborg Skandinavium slog bandet Bon Jovis publikrekord där över 10 500 fans dök upp.  Bandmedlemmarna har beskrivit tiden som sin mest hektiska under bandets tid tillsammans. Efter Europaturnén hade bandet tänkt att återvända till USA men blev aldrig av då managern Erdtman motsatte sig detta.
Även en stor turné i Sydamerika och Australien var planerad men röstades ned av bandets manager Thomas Erdtman som ansåg att det inte fanns några pengar att hämta där. Han tyckte att det var bättre att återvända in i studion och jobba fram en "ny" The Final Countdown Detta utan bandmedlemmarnas vetskap. Europe och managern valde kort efter detta att gå skilda vägar.
Out of this world "setlist":
01. Ready or Not
02. Just the Beginning
03. Danger on the Track
04. Let the Good Times Rock
05. On the Loose
06. Time Has Come
07. Carrie
08. Lights and Shadows
09. Paradize Bay
10. More Than Meets the Eye
11. Coast to Coast
12. Open Your Heart
13. Sign of the Times
14. Tower's Callin'
15. Heart of Stone
16. Cherokee
17. Rock the Night
18. Superstitious
19. The Final Countdown